# Хулуба (Арђеш)
Хулуба (рум. Huluba) насеље је у Румунији у округу Арђеш у општини Вултурешти. Oпштина се налази на надморској висини од 472 m.

## Становништво
Према подацима из 2002. године у насељу је живело 235 становника, од којих су сви румунске националности.